# Jaap Bulder
Jacobus Eisse "Jaap" Bulder (* 27. September 1896 in Groningen; † 30. April 1979 in Leiderdorp) war ein niederländischer Fußballspieler. Er nahm am Fußballturnier bei den Olympischen Spielen 1920 teil und gewann dort die Bronzemedaille.

## Verein
Bulder spielte in seiner Heimatstadt bei Be Quick 1887. Dort verbrachte er von 1910 bis 1928 seine gesamte Spielerkarriere und wurde mit diesem Klub 1920 niederländischer Meister. Bereits im Alter von vierzehn Jahren wurde er in der ersten Mannschaft eingesetzt.
In der Meisterschaftssaison 1919/20 erzielte Bulder 59 Tore in vierzehn Spielen. Im Spiel gegen den SC Veendam stellte der Mittelstürmer mit acht Toren in einem Spiel einen Rekord auf, der erst 1956 von Henk Schouten, der neun Tore erzielte, übertroffen wurde.

## Nationalmannschaft
Zwischen 1920 und 1923 bestritt er sechs Spiele für die niederländische Fußballnationalmannschaft und erzielte dabei sechs Tore.
Bei den Olympischen Spielen 1920 in Antwerpen erzielte er bei seinem Debüt in der Nationalmannschaft beim 3:0 im Spiel gegen Luxemburg den niederländischen Führungstreffer. Einen Tag später beim 5:4 nach Verlängerung gegen Schweden gelangen ihm zwei Tore, darunter ein verwandelter Elfmeter in der 88. Spielminute zum zwischenzeitlichen 4:4-Ausgleich. Im Spiel um Platz 2 und 3 gegen Spanien wurde er aus disziplinarischen Gründen nicht eingesetzt. Spanien gewann das Spiel mit 3:1 und die Niederlande erhielten die Bronzemedaille. Bulder belegte mit drei Toren gemeinsam mit den Schweden Albin Dahl und Albert Olsson sowie dem Tschechoslowaken Otto Mazal-Škvajn den siebten Platz in der Rangliste der besten Torschützen des Turniers.

## Privates
Jaap Bulders älterer Bruder Evert (1894–1973) nahm ebenfalls an den Olympischen Spielen 1920 teil.

## Erfolge
- Niederländischer Meister: 1920
- Olympische Spiele: Bronzemedaille 1920